# Siège de Riga (1710)
Pour les articles homonymes, voir Siège de Riga.
Batailles
- Riga I
- Narva I
- Daugava
- Rauge
- Erastfer
- Kliszów
- Hummelshof
- Nöteborg
- Saladen
- Pułtusk
- Jēkabpils
- Narva II
- Poznań
- Punitz
- Gemauerthof
- Varsovie
- Hrodna
- Fraustadt
- Kletsk
- Kalisz
- Holowczyn
- Malatitze
- Lesnaya
- Poltava
- Perevolochna
- Helsingborg
- Viborg
- Riga II
- Baie de Køge
- Fladestrand
- Gadebusch
- Bender
- Pälkäne
- Storkyro
- Hangö Oud
- Fehmarn Bält
- Rügen
- Kristiania (Oslo)
- Stralsund
- Dynekilen
- Osel
- Stäket
- Grengam

Le siège de Riga de 1710 est un siège de la grande guerre du Nord qui s’est terminé par la capitulation des dominions suédois d’Estonie et de Livonie, et leur intégration à l’Empire russe,.
La noblesse de Livonie et de la ville de Riga ont capitulé le 15 juillet 1710,, Pernau en août et la noblesse estonienne et la ville de Reval le 10 octobre. La Russie a laissé les institutions locales en place et a confirmé les privilèges traditionnels des nobles et des bourgeois allemands, en particulier concernant la religion protestante. Bien entendu, les capitulations furent conclues exclusivement par les bourgeois allemands de la Baltique et la classe noble, la population estonienne et lettone ne fut même pas mentionnée. La réforme agraire introduite par le roi Charles XI de Suède, qui fit de nombreux serfs des sujets de la Couronne, fut invertie.
L’Empire suédois n’a officiellement accepté les capitulations qu’en 1721 dans le traité de Nystad. Le transfert des provinces baltes a marqué la fin de la Suède et le début de la Russie comme grande puissance. Les provinces de la Baltique ont conservé leur statut spécial jusqu’à la fin du XIXe siècle.